# Copa do Nordeste 2010
Die Copa do Nordeste 2010 war die neunte Austragung der Copa do Nordeste, eines regionalen Fußballpokalwettbewerbs in Brasilien, der vom nationalen Fußballverband CBF organisiert wurde. Es startete am 8. Juni und endete am 1. Dezember 2010.

## Modus
In einem Ligamodus trafen die 16 Teilnehmer jeweils einmal aufeinander. Die vier Besten der Abschlusstabelle spielte in einer Finalrunde im Pokalmodus den Turniersieger aus. Die Partien wurden in einem Spiel entschieden. Der Tabellenletzte sollte von der Teilnahme für 2011 ausgeschlossen und durch eine andere Mannschaft des gleichen Landesverbandes ersetzt werden.

## Teilnehmer
Die 15 Teilnehmer kamen aus den Bundesstaaten Alagoas, Bahia, Ceará, Paraíba, Pernambuco, Rio Grande do Norte und Sergipe.
Die Teilnehmer waren:
| Bundesstaat         | Klub                    |
| ------------------- | ----------------------- |
| Alagoas             | CS Alagoano             |
| Alagoas             | Clube de Regatas Brasil |
| Bahia               | EC Bahia                |
| Bahia               | Fluminense de Feira FC  |
| Bahia               | EC Vitória              |
| Ceará               | Ceará SC                |
| Ceará               | Fortaleza EC            |
| Paraíba             | Botafogo FC (PB)        |
| Paraíba             | FC Treze                |
| Pernambuco          | Náutico Capibaribe      |
| Pernambuco          | Santa Cruz FC           |
| Rio Grande do Norte | ABC Natal               |
| Rio Grande do Norte | América FC (RN)         |
| Sergipe             | AD Confiança            |
| Sergipe             | CS Sergipe              |

## Vorrunde

### Tabelle
| Pl. | Verein     | Sp. | S | U | N | Tore    | Diff. | Punkte |
| --- | ---------- | --- | - | - | - | ------- | ----- | ------ |
| 1.  | ABC        | 14  | 9 | 3 | 2 | 029:150 | +14   | 30     |
| 2.  | Vitória    | 14  | 7 | 4 | 3 | 022:160 | +6    | 25     |
| 3.  | CSA        | 14  | 7 | 4 | 3 | 028:230 | +5    | 25     |
| 4.  | Treze      | 14  | 6 | 4 | 4 | 018:170 | +1    | 22     |
| 5.  | Bahia      | 14  | 6 | 4 | 4 | 019:190 | ±0    | 22     |
| 6.  | Ceará      | 14  | 5 | 5 | 4 | 021:170 | +4    | 20     |
| 7.  | CRB        | 14  | 5 | 4 | 5 | 013:140 | −1    | 19     |
| 8.  | Santa Cruz | 14  | 4 | 6 | 4 | 021:180 | +3    | 18     |
| 9.  | América    | 14  | 4 | 6 | 4 | 014:130 | +1    | 18     |
| 10. | Náutico    | 14  | 4 | 5 | 5 | 020:200 | ±0    | 17     |
| 11. | Fortaleza  | 14  | 4 | 2 | 8 | 013:200 | −7    | 14     |
| 12. | Botafogo   | 14  | 3 | 5 | 6 | 017:160 | +1    | 14     |
| 13. | Fluminense | 14  | 3 | 4 | 7 | 016:210 | −5    | 13     |
| 14. | Confiança  | 14  | 3 | 4 | 7 | 019:260 | −7    | 13     |
| 15. | Sergipe    | 14  | 3 | 4 | 7 | 013:280 | −15   | 13     |

### Kreuztabelle
| Vorrunde   | ABC | América | Bahia | Botafogo | Ceará | Confiança | CRB | CSA | Fluminense | Fortaleza | Náutico | Santa Cruz | Sergipe | Treze | Vitória |
| ---------- | --- | ------- | ----- | -------- | ----- | --------- | --- | --- | ---------- | --------- | ------- | ---------- | ------- | ----- | ------- |
| ABC        | –   | 0:0     |       | 2:1      |       | 2:0       | 1:0 |     | 3:1        |           | 4:1     |            | 5:0     |       |         |
| América    |     | –       | 1:0   |          |       |           | 1:1 | 1:2 |            | 3:1       | 0:0     | 0:0        | 4:1     |       |         |
| Bahia      | 3:1 |         | –     |          | 2:2   |           |     | 1:2 |            | 1:0       |         | 4:1        |         | 1:0   | 1:5     |
| Botafogo   |     | 0:0     | 2:2   | –        |       |           |     | 0:0 |            | 0:1       | 1:1     | 1:2        | 4:0     |       |         |
| Ceará      | 1:2 | 0:1     |       | 2:3      | –     | 1:1       |     |     | 3:2        |           |         |            | 3:1     | 2:0   |         |
| Confiança  |     | 3:1     | 1:2   | 3:2      |       | –         | 0:1 |     | 1:2        |           | 2:2     |            | 2:2     |       |         |
| CRB        |     |         | 0:1   | 0:2      | 1:1   |           | –   |     |            | 0:1       |         | 3:1        |         | 1:3   | 1:0     |
| CSA        | 2:4 |         |       |          | 1:1   | 4:2       | 2:2 | –   | 1:1        |           |         |            |         | 3:1   | 4:1     |
| Fluminense |     | 3:1     | 1:1   | 1:0      |       |           | 0:1 |     | –          | 0:1       | 0:2     |            | 2:2     |       |         |
| Fortaleza  | 1:1 |         |       |          | 0:2   | 0:1       |     | 2:3 |            | –         |         | 2:2        |         | 0:1   | 2:0     |
| Náutico    |     |         | 3:0   |          | 2:1   |           | 0:0 | 0:3 |            | 4:1       | –       | 1:1        |         |       | 1:2     |
| Santa Cruz | 0:1 |         |       |          | 0:1   | 2:0       |     | 6:1 | 2:2        |           |         | –          |         | 2:0   | 1:1     |
| Sergipe    |     |         | 0:0   |          |       |           | 1:2 | 1:0 |            | 2:1       | 1:0     | 1:1        | –       |       | 0:2     |
| Treze      | 3:1 | 0:0     |       | 1:1      |       | 2:2       |     |     | 1:0        |           | 4:3     |            | 2:1     | –     |         |
| Vitória    | 2:2 | 2:1     |       | 1:0      | 1:1   | 3:1       |     |     | 2:1        |           |         |            |         | 0:0   | –       |

## Finalrunde

### Turnierplan
|  | Halbfinale          | Halbfinale | Halbfinale |  |  | Finale              | Finale  | Finale |
|  |                     |            |            |  |  |                     |         |        |
|  |                     |            |            |  |  |                     |         |        |
|  | Rio Grande do Norte | ABC        | 3          |  |  |                     |         |        |
|  | Paraíba             | Treze      | 0          |  |  |                     |         |        |
|  |                     |            |            |  |  | Rio Grande do Norte | ABC     | 1      |
|  |                     |            |            |  |  | Bahia               | Vitória | 2      |
|  | Bahia               | Vitória    | 2          |  |  |                     |         |        |
|  | Alagoas             | CSA        | 1          |  |  |                     |         |        |
|  |                     |            |            |  |  |                     |         |        |

### Halbfinale
| Datum        |            | Ergebnis  |             | Stadion (Zuschauer) |
| ------------ | ---------- | --------- | ----------- | ------------------- |
| 24. November | ABC Natal  | 3:0 (0:0) | FC Treze    | Frasqueirão (3.999) |
| 24. November | EC Vitória | 2:1 (2:0) | CS Alagoano | Barradão (1.337)    |

### Finale
| ABC Natal                                 | ABC Natal | EC Vitória | EC Vitória |
| ----------------------------------------- | --- | --- | ---------- |
| ABC Natal                                 | \| 1. Dezember 2010 in Natal (Frasqueirão) \| \| Ergebnis: 1:2 (1:1) \| \| Schiedsrichter: Charles Hebert ( Alagoas) \| | \| 1. Dezember 2010 in Natal (Frasqueirão) \| \| Ergebnis: 1:2 (1:1) \| \| Schiedsrichter: Charles Hebert ( Alagoas) \|                                                | EC Vitória |
| ABC Natal                                 | Welligton Lima – Edson Felipe da Cruz , Léo Dagostini, Tiago Garça, Renatinho Carioca – Basílio, Ricardo Lopes, Everton Cezar , Cascata – João Paulo, Éderson Reserve Everson Kubiski , Claudemir , Gabriel Paulino Cheftrainer: Leandro Campos | Lee – Léo, Dankler, Alan Henrique, Iuri – Esdras , Vanderson, Marconi , Kleiton Domingues – Edson , Schwenck Reserve Lucas Garcia , Leílson , Jacson Cheftrainer: Bobô | EC Vitória |
| ABC Natal                                 | 1:0 João Paulo (12.) | 1:1 Kleiton Domingues (31.) 1:2 Marconi (69.) | EC Vitória |
| ABC Natal                                 | Basílio, Tiago Garça | Iuri, Esdras, Léo | EC Vitória |
| 1. Dezember 2010 in Natal (Frasqueirão)   | | |            |
| Ergebnis: 1:2 (1:1)                       | | |            |
| Schiedsrichter: Charles Hebert ( Alagoas) | | |            |

## Torschützenliste
| Pl. | Nat.        | Spieler            | Klub       | Tore |
| --- | ----------- | ------------------ | ---------- | ---- |
| 1   | Brasilianer | Cristiano Alagoano | Confiança  | 10   |
| 2   | Brasilianer | Éderson            | ABC        | 9    |
| 3   | Brasilianer | João Paulo         | ABC        | 7    |
| 4   | Brasilianer | Alexsandro         | CSA        | 6    |
|     | Brasilianer | Brasão             | Santa Cruz | 6    |
|     | Brasilianer | Zulu               | ABC        | 6    |